# Vila Andrade
Vila Andrade é um distrito do município de São Paulo situado na zona sul do município, pertencente a Subprefeitura do Campo Limpo. É uma das regiões com maior disparidade socioeconômica do município, onde vivem famílias tanto de alta renda quanto de baixa renda. No distrito está localizado o bairro nobre de Panamby, mas também a favela de Paraisópolis, a segunda maior da cidade. Em 2017, o distrito foi apontado como o com maior população morando em favelas, entre todos os 96 distritos da cidade.

## História
A origem deste distrito está na antiga Fazenda Morumbi e nas terras da família Pignatari. No início dos anos 1920, ocorreu uma tentativa de loteamento na região, que resultou na ocupação de partes destas terras por grileiros e posseiros, movimento que deu início a favela de Paraisópolis, a segunda maior da capital paulista. Nos anos de 1930 e 1940, encontrava-se na região uma grande chácara de propriedade do banqueiro Agostinho Martins de Andrade; é a partir desta propriedade que surge o nome do distrito. Quando Agostinho faleceu, seus filhos venderam as terras para uma empreendedora, que tinha como sócio um proprietário do atual Grupo Mover Participações (anteriormente conhecido como Camargo Corrêa). A princípio, lotes foram vendidos para famílias de alto poder aquisitivo, e não era permitida a construção de comércios e edifícios. A partir dos anos 1970, o perfil da região começou a mudar, pois as grandes incorporadoras passaram a explorar esta área que possui boa localização e preços melhores do que o vizinho Morumbi. Nos anos 1990 e 2000 a construção de condomínios para a classe alta e média alta se intensificou. Consequentemente, empreendimentos comerciais e educacionais passaram a compor a paisagem. Em 2002, foi inaugurada a Linha 5 do Metrô de São Paulo, ligando os bairros da Subprefeitura do Campo Limpo à Santo Amaro, com as estações Capão Redondo, Campo Limpo, Vila das Belezas, Giovanni Gronchi (estas duas, localizadas nos limites do distrito) e Santo Amaro, somando 9,4 quilômetros de extensão.

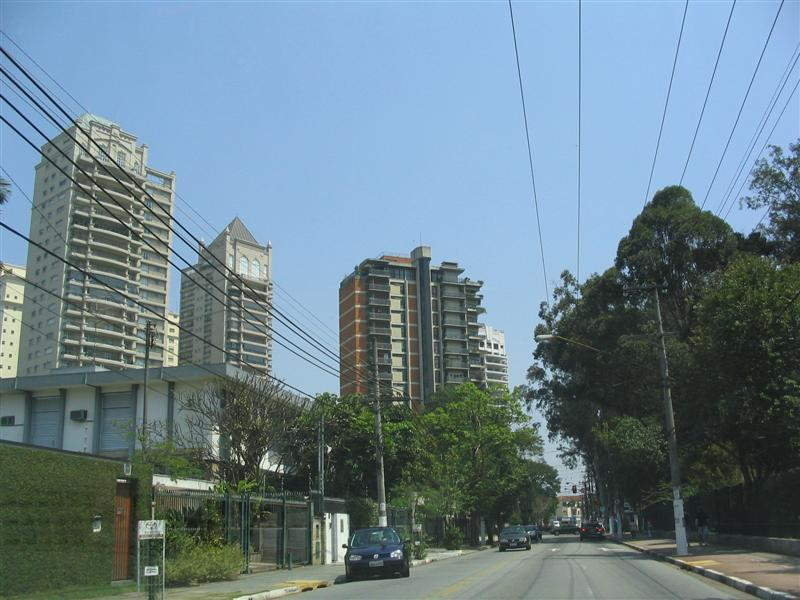
Vila Andrade

## Dados demográficos
- População: 168.669 habitantes (2022)[4]
- Taxa de crescimento: 5,6 (2000/2010)
- Área: 10,31 km²[5]

- Densidade: 163,65 hab/ha  (2022)

- População residente em favelas: 22.133

Evolução demográfica do distrito de Vila Andrade

## Atualidade
O distrito fica localizado na zona sul do município de São Paulo. É cortado pela Avenida Giovanni Gronchi, que o liga ao vizinho Morumbi. Vale ressaltar que moradores do bairro muitas vezes se referem ao mesmo como "o novo Morumbi". O bairro conta com condomínios de alto padrão e de padrão médio e um vasto comércio com shoppings, hipermercados, restaurantes renomados, parques e duas estações de metrô da Linha 5 Lilás: Vila das Belezas e Giovanni Gronchi. Apesar de ser um bairro nobre, ultimamente se tem visto grande população de classe média alta se mudando para o bairro, atraídos pelo valor do metro quadrado na região, que vem tendo uma queda por conta de furtos e roubos; consequência da disparidade socioeconômica. Dados de 2016 mostram que a Vila Andrade possui 34,7% de sua população em situação de vulnerabilidade. Apesar disso, o bairro é um dos que mais crescem em São Paulo, tendo uma qualidade de vida alta. Entre 2009 e 2013, na Subprefeitura do Campo Limpo, Vila Andrade foi o distrito que mais lançou unidades residenciais verticais, com 1.660.727 unidades. Dentro da Subprefeitura do Campo Limpo, Vila Andrade é o distrito que possui melhor cobertura vegetal, com várias áreas verdes, incluindo o Parque Burle Marx.

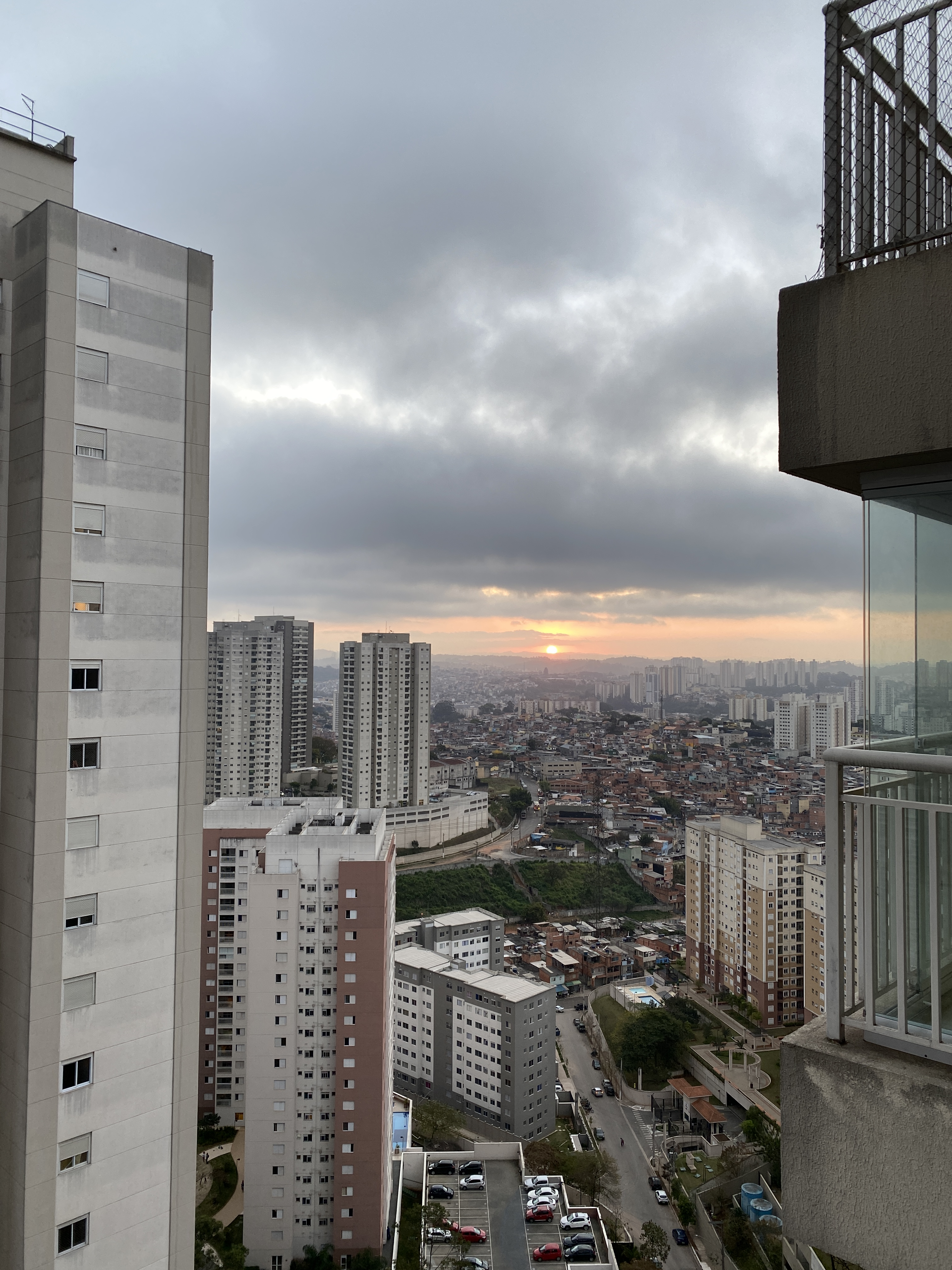
Distrito de Vila Andrade: grandes edifícios dividem espaço com comunidades de baixa renda

## Bairros da Vila Andrade
O distrito é composto por uma ampla quantidade de bairros, de entre os quais se destacam:
- Jardim Ampliação
- Jardim Fonte do Morumbi
- Jardim Parque Morumbi
- Jardim Santo Antônio
- Jardim Vitória Régia
- Panamby
- Paraíso do Morumbi
- Paraisópolis
- Parque Bairro do Morumbi
- Parque do Morumbi
- Retiro Morumbi
- Vila Andrade
- Vila das Belezas
- Vila Ernesto
- Vila Palmas
- Vila Plana
- Vila Susana

## Distritos limítrofes
- Vila Sônia (Norte)
- Morumbi (Nordeste)
- Itaim Bibi (Nordeste)
- Santo Amaro (Leste)
- Jardim São Luís  (Sul)
- Campo Limpo (Oeste)